# پینار آلتوغ
پینار آلتوغ (انگلیسی: Pınar Altuğ؛ زادهٔ ۲ سپتامبر ۱۹۷۴) بازیگر، مجری تلویزیون، مدل (شخص) اهل ترکیه است. وی از سال ۱۹۹۵ میلادی تاکنون مشغول فعالیت بوده‌است.

## حرفه
او فعالیت خود را از سال ۱۹۹۵ در تلویزیون آغاز کرد. بین سال‌های ۱۹۹۵ تا ۱۹۹۸، او به عنوان مجری در برنامه‌های مختلف مجله خبری کار می‌کرد. در سال ۱۹۹۹، او شروع به ارائه برنامه غذایی پینار در یمک زوکی کرد و پس از آن از مدل‌سازی بازنشسته شد.
او در سال ۲۰۰۰ در مجموعه تلویزیونی کورت کاپانی به ایفای نقش پرداخت. او کار خود را به عنوان بازیگر با ایفای نقش در کوکلار دوماسین، اوموز اوموزا، داوتسیز میسفیر و ایلک عسکیم ادامه داد. او در سال ۲۰۰۳ اولین کتاب آشپزی خود را با عنوان پینار در موتیف منتشر کرد. همچنین، از سال ۲۰۰۴ تا ۲۰۰۶ مسابقه ترکی ییلدیزلاری را ارائه کرد. در سال ۲۰۱۰، او شروع به شرکت در فصل جدید سریال کمدی کوکلار دوماسین کرد که در نهایت در سال ۲۰۱۸ جایزه پروانه طلایی بهترین بازیگر کمدی را برای آن به ارمغان آورد.